# 무정부 여성주의
무정부 여성주의(無政府 女性主義, 영어: anarcha-feminism, anarchist feminism, anarcho-feminism) 또는 아나키적 여성주의( - 女性主義)는 무정부주의와 여성주의를 결합시킨 사상이다. 이것은 가부장제를 분권화된 자유연합으로 교체되어야 하는 강제적 위계구조로 파악한다. 무정부주의적 여성주의자들은 가부장제와의 투쟁을 계급투쟁과 무정부주의적 투쟁의 연장 선상으로 파악한다. 본질적으로 무정부주의 철학의 연장 선상에 있는 투쟁에는 여성주의적인 요소가 필연적으로 존재하며 반대도 마찬가지이다. L. Susan Brown은 다음과 같이 말했다. “무정부주의는 모든 권력관계에 반대하는 정치철학이기 때문에 본질적으로 여성주의일 수 밖에 없다.”
이것은 남성과 여성간의 평등한 영역을 구축하기 위한 반권위주의적·반자본주의적·반억압적 철학이다. “무정부주의적 여성주의”라는 용어는 그룹이나 단체들에 의존하지 않는 여성의 자유와 평등을 의미하기 위해 사용되었다.

## 기원
미하일 바쿠닌은 가부장제와 여성에 대한 남성의 지배를 유발시키는 법에 반대했다. 그는 “남성과 여성에게 반드시 동일한 권리가 주어져야 한다.”고 말했으며, 그렇게 여성은 “독립적이고 자유롭게 자신의 삶을 살게될 것이다.”라고 주장했다. 바쿠닌은 권위주의적 법인 가족의 폐지와 여성의 완전한 성해방을 주장했다. (Bakunin on Anarchism, p. 396 and p. 397)
1860년대 이후, 무정부주의의 자본주의와 국가에 대한 급진적인 비판은 가부장제에 대한 비판과 결합된다. 그렇기에 무정부주의적 여성주의자들은 근대 사회는 남성에 의해 지배되고 있다는 지침과 함께 시작되었다. 권위주의적 특성과 가치 —지배, 착취, 침략, 경쟁등—는 위계적 문명에 불가결하며 “남성적”인 것으로 간주된다. 반면에 비권위주의적인 특성과 가치 —협력, 공유, 연민, 세심함—은 “여성적”인 것으로 간주되며 평가가 절하되었다. 무정부주의적 여성주의자들은 그렇기에 비권위주의적인 무정부 사회를 건설하고자 한다. 이것은 협력, 공유, 상호부조 등으로서 사회를 여성화시킨다는 것을 의미한다.
무정부주의적 여성주의는 19세기 말에서 20세기 초반 사이에 엠마 골드만, 볼테린 드 클레어, en:Lucy Parsons 같은 저자들이나 이론과들과 함께 시작되었다. 스페인 내전에선 en:Federación Anarquista Ibérica과 연관된 무정부주의적 여성주의자 그룹 en:Mujeres Libres(자유 여성)이 있었고, 무정부주의와 여성주의의 아이디어를 보호하기 위해 활동했다. 슈티르너 니체주의적 여성주의자인 en:Federica Montseny는 다음과 같은 의견을 피력했다. “여성의 해방은 빠르게 사회혁명으로 이어질 것이다.” 그리고 “성차별에 대항하는 혁명은 지적이고 전투적인 미래적 여성으로부터 올것이다.” 페데리카 몬세니의 니체주의적 개념에 의하면 여성은 “예술과 문학을 통하여 자신의 역할을 수정할 필요가 있다.” 중국에선 무정부주의적 여성주의자인 He Zhen이 여성의 해방 없이는 사회는 해방될 수 없을것이라고 말했다.

### 버지니아 볼튼과La Voz de la Mujer

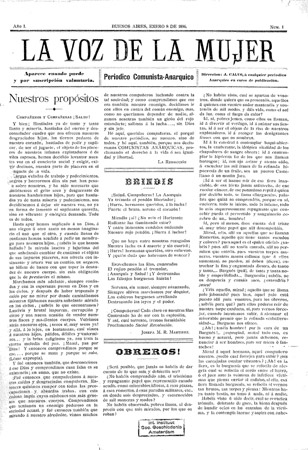
La Voz de la Mujer'의 커버

버지니아 볼튼은 로자리오에서 1896년 1월 8일에서 1897년 1월 1일 사이에 9번 발행된 적이 있고 1901년에 잠깐 부활한 적이 있던 La Voz de la Mujer(여성의 목소리)라는 신문에 연관이 있는 것으로 간주된다. 이후 몬테비데오에서 비슷한 신문이 같은 이름으로 발행된 적이 있는데, 볼튼이 국외추방된 뒤에 설립과 편집을 맡았을 것으로 간주된다. La Voz de la Mujer는 스스로 “아나코 코뮤니즘의 증진을 위하여”라고 스스로를 묘사했다. 이것의 중심적인 테마는 여성억압의 여러 가지 본질에 대한 것이었다. 사설에서는 다음과 같은 의견이 있었다. “우리는 현사회에서 불행한 여성보다 비참한 상황은 없다고 생각한다” 그들은 여성은 부르주아 사회와 남성으로부터 이중의 억압을 당한다고 말했다. 이러한 주장은 그들의 결혼과 그를 통한 남성의 여성에 대한 권력행사를 공격한것에서도 보여진다. 신문의 관계자들은 젠더에 초점을 맞춘 억압의 개념을 개발했다. 그들은 결혼을 여성의 자유를 제한하는 부르주아 기관으로 보았다. 결혼은 사랑없이 체결되며, 욕망보다는 공포에 의해 유지되는 남성에의한 여성의 억압이었다. 그들은 결혼 계약에 의해 암시된 강제의 징후를 증오했다. 이것은 개인 의지의 소외였으며, 무정부주의적 여성주의자들은 이것의 치료제를 찾아 나섰고, 처음에는 자유연애를 주장했고 마침내 사회혁명을 결론짓게 된다.

## 무정부주의적 여성주의, 개인주의적 무정부주의, 자유연애 운동

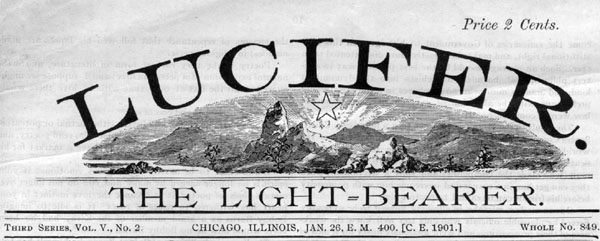
Lucifer the Lightbearer, 미국의 영향력있는 자유연애 저널

개인주의적 무정부주의의 중요한 토픽중의 하나는 자유연애이다. 자유연애는 특히 여성의 권리를 강조하는데, 결혼 법률이나 임신조절에 대한 법처럼 대부분의 법들이 여성에게 차별적으로 작용하기 때문이다.미국에서 가장 중효한 자유연애 저널은 Moses Harman와 Lois Waisbrooker이 편집을 맡았던 Lucifer the Lightbearer (1883–1907)였다. Ezra Angela Heywood의 The Word1872–1890, 1892–1893)같은 저널도 있었다 M. E. Lazarus 또한 자유 연애를 홍보한 중요한 미국의 무정부주의자다. 유럽에서 개인주의적 무정부주의 흐름 안에서 자유연애를 선전한 대표적인 사람은 Émile Armand였다. 그는 la camaraderie amoureuse 라는 개념을 제안 했는데, 성인의 자발적인 동의하에 이루어지는 관계를 의미한다. 그는 또한 일관된 폴리아모리의 제안자였다. 프랑스 무정부주의 안에서도 Marie Küge, Anna Mahé, Rirette Maîtrejean, 그리고 Sophia Zaïkovska 같은 이들에 의하여 여성주의 활동이 나타났었다.

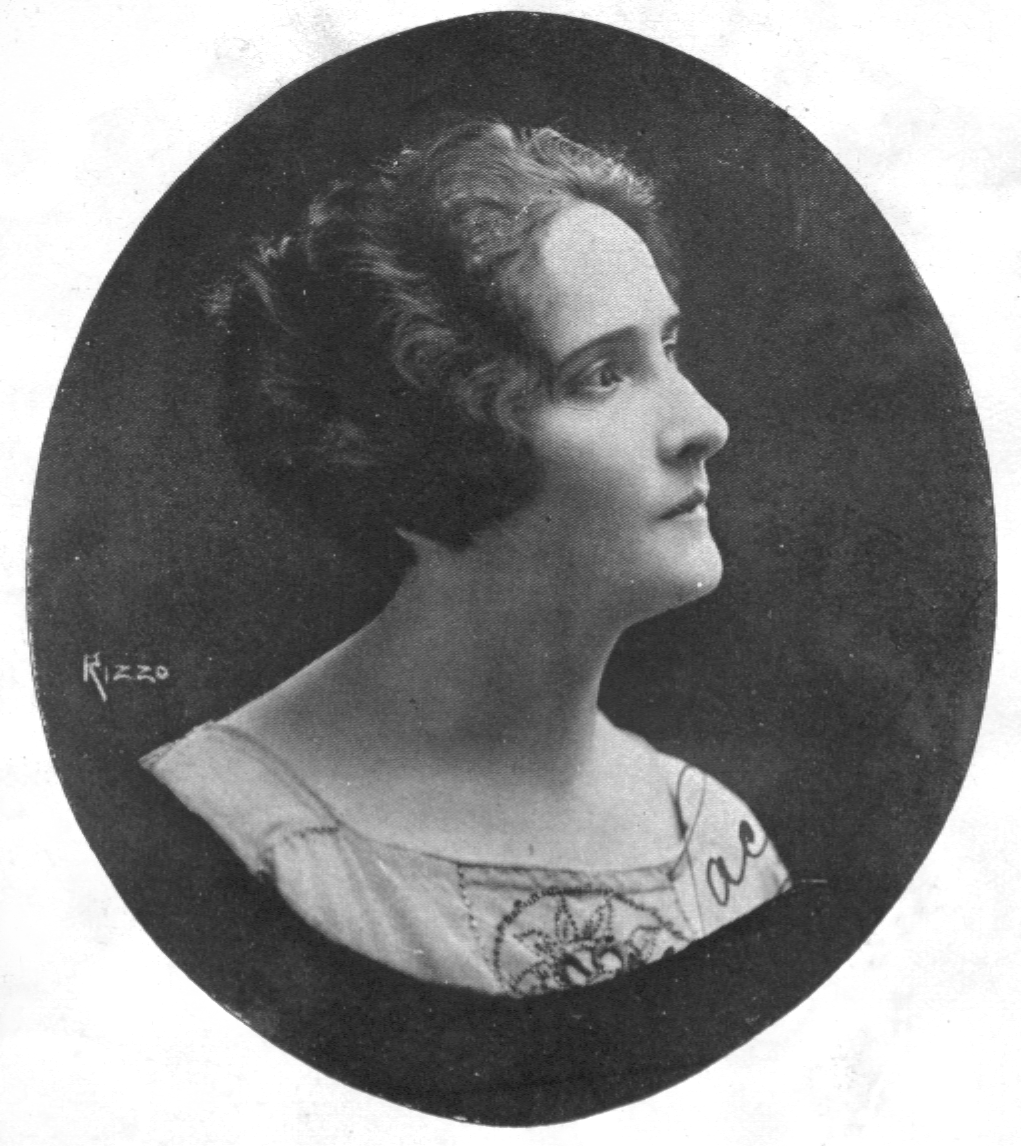
브라질의 무정부주의적 여성주의자 Maria Lacerda de Moura,

브라질에선 개인주의적 무정부주의자인 Maria Lacerda de Moura가 교육과 여성의 권리, 자유연애, 그리고 반군사주의에 대한 강의를 했다. 그녀의 글은 브라질 뿐에서만이 아니라 아르헨티나와 우르과이에서까지 주목을 받았다. 1923년 2월에는 무정부주의, 진보, 자유사상등에 관련된 Renascença라는 정기 간행물을 발행하기도 했다. 그녀의 사상은 주로 개인주의적 무정부주의자인 Han Ryner와 Émile Armand에 영향을 받았다.

### 볼테린 드 클레어
볼테린 드 클레어( 1866년 11월 17일 - 1912년 6월 20일)은 미국의 무정부주의자이자 여성주의자였다. 그녀는 다작의 저술가이자 연설가였고 국가와 결혼 그리고 여성의 성과 삶에서 종교의 지배에 반대했다. 그녀의 활동가로서의 경력은 자유사상 운동에서부터 시작되었다. 그녀는 처음에는 개인주의적 무정부주의였지만 이후 상호주의 무정부주의(프루동주의)으로 발전하고 “무형용사 무정부주의”에 도달했다. 그녀는 엠마 골드만의 동료이기도 했다. 그녀의 많은 에세이는 Mother Earth에서 그녀의 사후 1914년에 Collected Works of Voltairine de Cleyre로 발간한 것이다. 1895년 그녀의 Sex Slavery라는 글에선, 드 클레어는 여성이 자신의 몸을 왜곡하게 하는 이상적인 아름다움에 대한 장려를 비판했고, 아이들이 인위적인 성 역할을 학습하게 하는 사회적 관행을 비판했다. 에세이의 제목은(Sex Slavery) 여성의 매춘같은 것을 언급하기 위한것은 아니다. 그보다는 결혼제를 대가 없이 남성이 그들의 부인을 강간하도록 허용하는 것이라며 비판했다. “모든 결혼한 여성은 주인의 이름을 가짐으로서, 주인의 빵으로서, 주인의 명령으로서, 주인의 열정에 봉사함으로써 노예가 된다.”

### 엠마 골드만

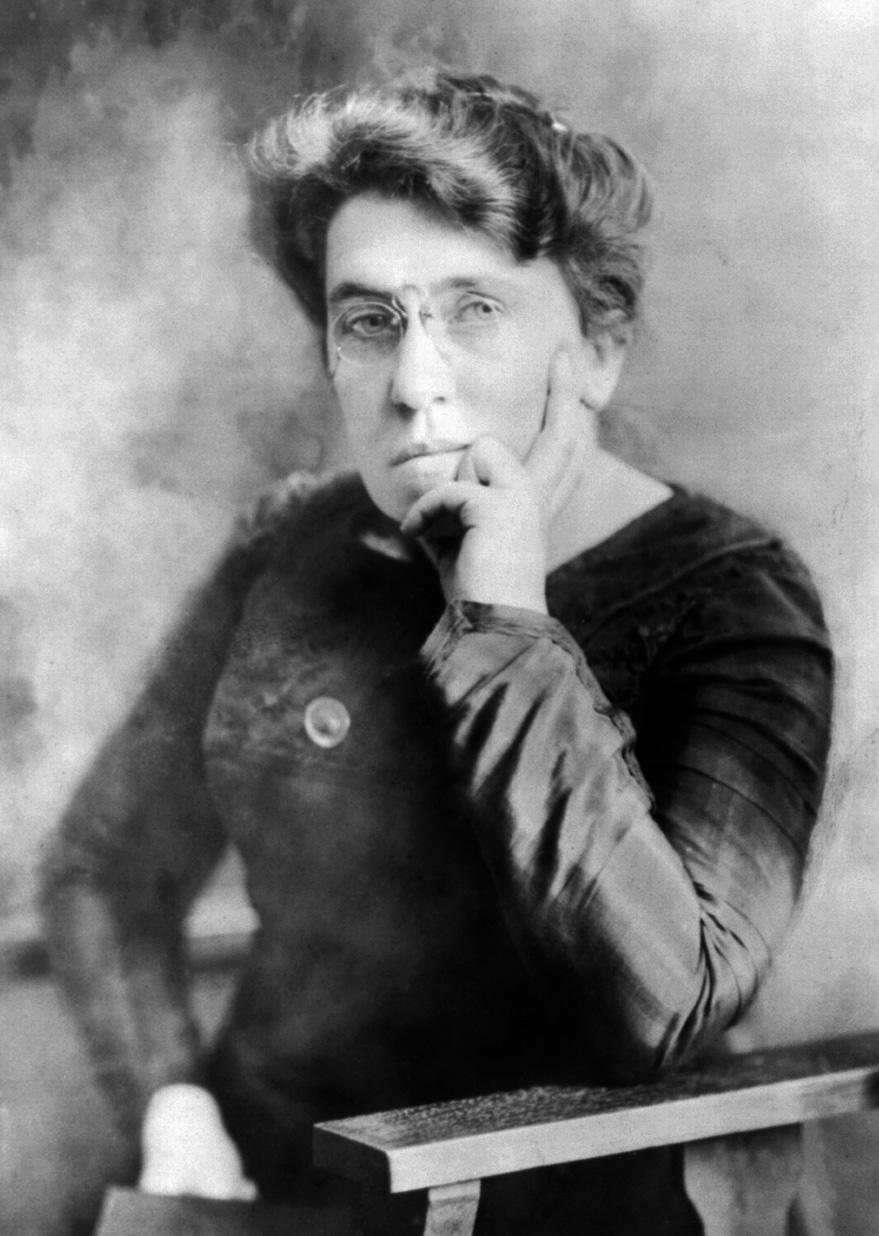
엠마 골드만

엠마 골드만은 비록 1세대 여성주의와 투표권이라는 목표에 비판적이였지만, 여성의 권리의 열정적인 옹호자였으며 오늘날 무정부주의적 여성주의의 창시자로 받아들여진다. 1897년 그녀는 다음과 같이 썼다. “여성이 자신을 지지할 권리, 그 자신을 위해 살아갈 권리, 그녀를 기쁘게하는 많은 것을 사랑할 권리, 즉 나는 여성의 독립을 요구한다. 행동의 자유, 사랑의 자유, 어머니일 자유, 나는 남녀 모두에게 그런 자유가 주어져야 함을 요구한다.”
교육받은 간호사였던 골드만은 일찍이 여성의 피임에 대한 교육을 옹호했다. 많은 현대 여성주의자들처럼 골드만은 낙태를 사회조건의 비극적인 결과로 봤고, 피임을 긍정적인 대안으로 봤다. 골드만은 자유연애의 옹호자였고, 결혼에 매우 비판적이였다. 그녀는 초기 여성주의자들이 청교도주의와 자본주의의 사회적 힘에 의하여 협소한 시각의 틀안에 갇혀있는 것으로 보았다. 그녀는 다음과 같이 썼다. “우리는 오랜 전통과 관습에서 벗어나 구속받지 않을 필요가 있다. 여성 해방의 운동은 지금까지 이루어져 왔지만, 그 방향으론 이제 첫걸음이다.” 마가랫 생어가 1914년 6월, 그녀의 매거진 The Woman Rebel에서 여러 가지 피임의 방법과 이슈에 대해 다루었을 때 그녀는 골드만으로부터 열렬한 지지를 받았다. 골드만과 라이트만은 생거의 팜플릿 Family Limitation의 사본을 배포하기도 했다. 1915년 골드만은 피임에 대한 인식을 높이기 위해 전국적인 강연을 했다. 이후 콤스탁 법을 위반한 혐의로 체포 되었다. 100달러의 벌금을 내는 것을 거부하였기 때문에 그녀는 2주간을 감옥에서 보내야 했지만, 이것은 그녀에게 사회에서 거부된 사람들과 만날 수 있는 기회로 여겨졌다.
골드만은 또한 동성애자들에 대한 편견에 대하여 숨김없는 비판을 하기도 했다. 사회의 해방은 게이와 레즈비언들에게까지 확장해야 한다는 그녀의 신념은 당시에는 사실상 받아들여지지 않는 것이였다. en:Magnus Hirschfeld가 썼듯이 “그녀는 동성애가 대중적으로 받아들여지기 전에 그들을 옹호한 최초의 여성이자 유일한 여성이였으며, 최초이자 유일한 미국인이였다.” 수많은 연설과 편지에서 그녀는 게이와 레비언들이 그들이 만족하는 대로 자유롭게 사랑할 권리를 옹호했으며, 동성애에 관련된 수많은 두려움과 오명을 비난했다. 골드만은 Hirschfeld에게 보내는 편지에 다음과 같이 썼다. “나는 색다른 성적 유형의 사람들이 동성애에 대한 작은 이해심만을 가진 세계에 갇혀있다는 것을 느낍니다. 그들의 삶의 중요한 의의와 다양한 젠더에 대한 지독한 무관심이 만연한 것은 정말 비극적인 일입니다.”

### 밀리 위트캅
밀리 위트캅(Milly Witkop)은 우크라이나 태생의 유대인이자 아나코 생디칼리스트이며 여성주의자 작가이자 활동가였다. 그녀는 루돌프 로커의 사실혼 아내였다. Association of German Trade Unions (FVdG)의 의장 Fritz Kater는 아나코 생디칼리스트 노동조합인 Free Workers' Union of Germany를 만들기 위해 로커를 초대했고, 1918년 11월 로커와 위트캅은 베를린으로 옮겨가게 된다. 위트캅과 로커 모두 이후 FAUD의 멤버가 된다.조합이 설립된 이후인 1919년 초반 조합내에서 여성과 소녀의 역할에 대한 토론이 시작되었다. 남성지배적인 조직에서 처음에는 젠더 이슈가 무시되곤 했지만, 여성들은 곧 정규 노조와 평행하게 그들 자신의 노조를 결성하기 시작했으며 이는 FAUD의 일부를 형성하게 된다. 위트캅은 1920년 베를린에서의 여성노조의 주요 설립자 중의 한명이였다. 1921년 10월 15일 여성노조는 뒤셀도르프에서 전국대회를 열고 Syndicalist Women's Union(SFB)를 전국적인 레벨로 창립한다. 얼마 뒤에 위트캅은 SFB를 위한 강령으로 Was will der Syndikalistische Frauenbund?(생디칼리스트 여성노조가 원하는 것은 무엇인가?)의 초안을 작성한다. 1921년부터 Frauenbund는 FAUD의 기관 SFB에 출판되기 시작했고, 위트캅은 주요한 작가중의 한명이였다.
위트캅은 프롤레타리아 여성은 남성 노동자처럼 자본주의에 의해서만 착취되는 것이 아니라 남성에 의해서도 착취 받는 것이라고 추론했다. 그녀는 노동자들이 자본주의에 대항해 싸우는것처럼, 여성들은 그들 자신의 권리를 위해서도 싸워야 한다고 주장했다. 그녀는 또한 여성의 계급 투쟁에 참여에 대한 필요성을 주장했다. 주부들 역시 이런 투쟁을 지지하기 위해 보이콧을 사용할 수 있다. 이로서 그녀는 FAUD 내부의 자율적인 여성 조직의 필요성을 결론 지었다. 위트캅은 가사 노동 역시 똑같이 임금노동의 간주 되어야 한다고 생각했다.

### Mujeres Libres
Mujeres Libres(자유여성)은 여성 노동자들에게 힘을 주기 위해 결성된 스페인의 여성 무정부주의자 조직이였다. 이것은 1936년 Lucía Sánchez Saornil, Mercedes Comaposada 그리고 Amparo Poch y Gascón에 의하여 설립되었고 약 30,000명의 멤버가 있었다. 조직은 여성해방과 사회혁명이라는 이중의 투쟁이 기본적인 목적이였으며, 이 둘은 동등하고 동시에 추구해야하는 목표라 간주되었다. 상호적 지원을 형성하기 위해 그들은 여성 무정부주의자들간의 네트워크를 구축했다. 노조 활동에 더많은 여성을 포함하기 위해 노력한 결과 탁아소가 설치되기도 했다.
조직은 그들의 프로파간다를 홍보하기 위해 라디오, 이동 도서관, 프로파간다 투어등을 이용했다. 조직자와 활동가들은 지역 조직을 설립하고 시골의 여성들을 지원하기 위해 스페인 전역의 시골을 여행하기도 했다. 무정부주의자 운동에서 여성의 리더십의 역할을 준비하기 위해 그들은 학교를 만들고 여성전용 사회그룹, 여성전용 신문등을 만들어서 여성이 자존감과 자신의 능력에 대한 자부심을 얻도록 도왔으며 정치의식의 개발을 위해 서로간의 네트워크를 구축하는 일을 도왔다. 당시 많은 스페인 여성 노동자들은 문맹이였기 때문에 Mujeres Libres는 문맹 퇴치를 위한 프로그램과 함께 기술과 사회 과목을 교육하는 일도 했다. 학교는 부상자들을 돕기위해 간호 수업도 했었다. 의료 수업에선 성건강에 대항 정보와 함께 임신과 산후의 관리법에 대한 지식을 제공했다. Mujeres Libres는 멤버들에게 여러 정보를 제공하기 위해 여성이 운영하는 매거진도 만들었다. Mujeres Libres 매거진의 첫호는 1936년 5월에 출간되었다. 하지만 매거진은 14호까지 밖에 출판되지 못했다. 스페인 내전의 전선이 바르셀로나에까지 도달했을 때도 마지막 호는 계속 인쇄되고 있었지만, 이후 살아남은 복사본은 없다고 알려져 있다. 매거진은 여성 노동자들을 대상으로 다음과 같은 지점에 집중했다. “자유지상주의적 아이디어에 대한 여성의 의식을 일깨우는 것”

#### 루시아 산체스 사오르닐

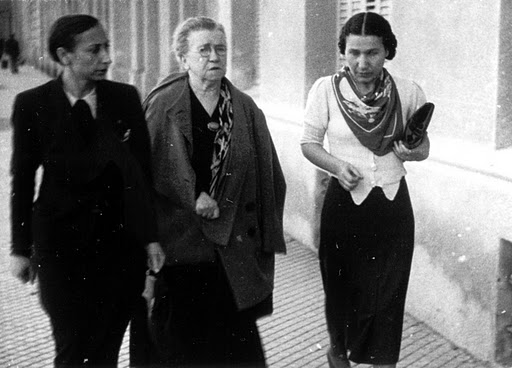
1930년대 스페인, 좌측이 루시아 산체스 사오르닐 가운데가 엠마 골드만

루시아 산체스 사오르닐(Lucía Sánchez Saornil 1895년 12월 13일-1970년 6월 2일)은 스페인의 시인이자 전투적 무정부주의자이며 여성주의자였다. 그녀는 Mujeres Libres의 설립자중 한명으로 잘알려져있다. 그녀는 전국노동자연합(CNT)와 Solidaridad Internacional Antifascista(SIA)의 일원이였다. 1919년부터 그녀는 Los Quijotes, Tableros, Plural, Manantial, La Gaceta Literaria같은 여러 저널을 출판하기 시작한다. 남성의 필명으로서 그녀는 레즈비언 테마에 대하여 탐구할 수 있었다. 그 시절 동성애는 범죄였으며 검열과 처벌의 대상이였다. Earth and Freedom, the White Magazineand Workers' Solidarity 같은 무정부주의자 출판물을 쓰며 루시아는 여성주의자로서 자신의 관점을 설명했다. 그녀는 피임관련 문제에 조용하긴 했지만, 스페인 사회의 성 역할에 대한 본질주의적 관점은 공격했다. 이런식으로 루시아는 여성 무정부주의자 사이에서 가장 급진적인 목소리로서 자신을 확립했고, 의심할여지 없이 여성의 가정생활의 이상을 거부했다. workers' Solidarity의 일련의 글에서 그녀는 어머니는 여성 정체성의 핵심이라는 Gregorio Marañón의 주장에 대담하게 반박했다.

## 현대적 발전
무정부주의적 여성주의의 중요한 측면은 전통적인 가족의 개념, 교육, 성역할 등에 반대하는 것이다. 결혼제도는 가장 광범위하게 반대되는 것 중의 하나이다. 디 클레어는 결혼은 개인을 질식케 하는 것이라고 말했고, 엠마 골드만은 다음과 같이 말했다. “ 이것은 여성이 그녀의 이름을, 그녀의 사생활을, 그녀의 자존심을, 그녀의 삶 그자체를 지불하고서 얻는 경제적 협약이다.” 무정부주의적 여성주의자들은 또한 비위계적 가족과 교육 구조를 주장했고, 이것은 이후 Francesc Ferrer i Guàrdia의 아이디어를 기반으로 뉴욕에서 Modern School이 창립되는 것에 중요할 역할을 끼치게 된다.
Loraine Hutchins와 Lani Ka'ahumanu가 편집을 맡은 시집인 Bi Any Other Name: Bisexual People Speak Out의 일부인 Lucy Friedland와 Liz Highleyman의 “The Fine Art of Labeling: The Convergence of Anarchism, Feminism, and Bisexuality”는 현대 바이섹슈얼 운동의 시초가 되는 책중의 하나로 간주된다.
미국의 영어 무정부주의적 여성주의자 서클 내에선 여성주의 문제를 무시하고 명백하게 반여성주의적인 행태를 보이는 남성 무정부주의자를 비판하기 위해 매나키스트(manarchist)라는 경멸적 용어가 등장했다. 그용어는 Onward Newspaper에서 Rock Bloc Collective에 의해 2001년 작성된 “Stick it To The Manarchy”라는 글에서 사용되었다.

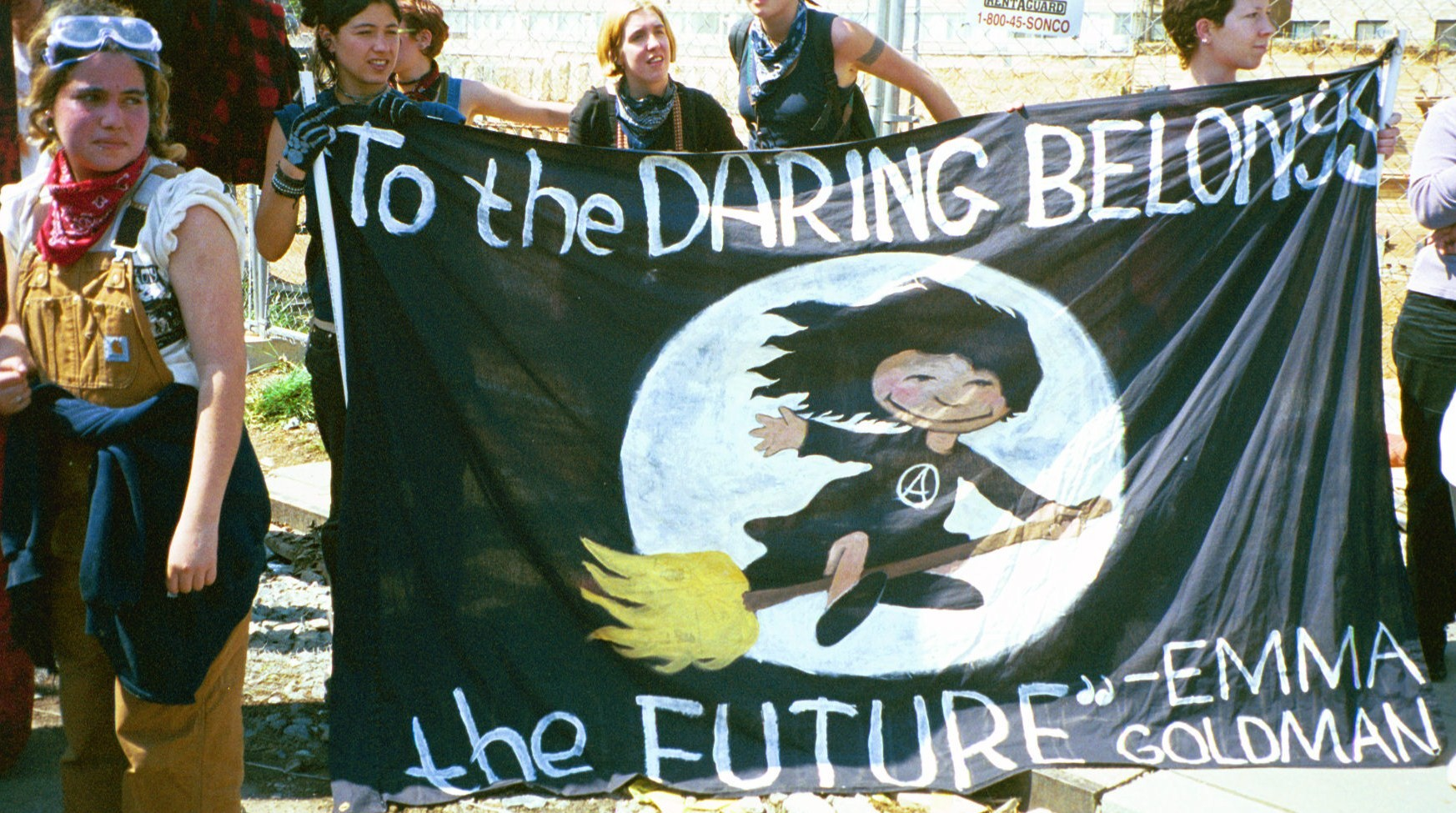
반세계화 시위에서 엠마 골드만의 말이 인용된 깃발을 들고 있는 아나카 페미니스트들

현대 무정부주의적 여성주의는 에코페미니즘에 강한 영향을 끼쳤다.

현대 무정부주의적 여성주의 그룹에는 볼리비아의 Mujeres Creando, radical cheerleaders 스페인의 무정부주의적 여성주의자 스쾃 Eskalera Karakola 그리고 보스턴의 annual La Rivolta!등이 있다.
현대 무정부주의적 여성주의자 작가/이론가등에는 Maria Mies, Peggy Kornegger, L. Susan Brown 에코 여성주의자 Starhawk 그리고 포스트 레프트 아나키스트이자 아나코 프리미티비스트인 Lilith등이 있다.
지난 수십년간 두개의 영화가 무정부주의적 여성주의에 대하여 다루었다. Libertarias는 스페인 내전 당시의 무정부주의적 여성주의자 그룹 Mujeres Libres에 대하여 다루진 역사 드라마이고 1996년에 제작되었다. 2010년에는 아르헨티나에서 Virginia Bolten에 다룬 영화인 Ni dios, ni patrón, ni marido(신도, 주인도, 남편도 없다)가 제작 되기도 했다.

## 같이 보기
- en:Anarchism and issues related to love and sex
- en:Feminist economics
- en:Feminist political theory 그리고 ecology
- en:Individualist feminism
- en:Issues in anarchism
- en:Libertarias, 스페인의 무정부주의적 여성주의자 조직인 en:Mujeres Libres에 대한 영화
- 마르크스주의 여성주의
- en:Queer anarchism
- 급진적 여성주의
- 사회주의적 여성주의

## 바이오그래피
- Ackelsberg, Martha A. Free Women of Spain: Anarchism and the Struggle for the Emancipation of Women, AK Press, 2005. ISBN 978-1-902593-96-8.
- Bakunin, Mikhail (ed. Sam Dolgoff), Bakunin on Anarchy, Vintage Books, 1971: "Statism and Anarchy" (1873), p. 346: "[The family patriarch] is simultaneously a slave and a despot: a despot exerting his tyranny over all those under his roof and dependent on his will."
- Brown, L. Susan (1995). 〈Beyond Feminism: Anarchism and Human Freedom〉. 《Reinventing Anarchy, Again》. San Francisco: AK Press. 149–154쪽. ISBN 978-1-873176-88-7.
- Dunbar-Ortiz, Roxanne (ed.). Quiet Rumours: An Anarcha-Feminist Reader, Dark Star: 2002. ISBN 978-1-902593-40-1.
- Goldman, Emma. Anarchism and Other Essays. 3rd ed. 1917. New York: Dover Publications Inc., 1969. ISBN 978-0-486-22484-8.
- Liu, Lydia, Rebecca E. Karl and Dorothy Ko, ed. (2013). 《The Birth of Chinese Feminism: Essential Texts in Transnational Theory》. New York: Columbia University Press. ISBN 9780231162906.
- Ibárruri, Dolores (1984). 《Memorias de Pasionaria, 1939-1977: me faltaba España》. Editorial Planeta.
- Marsh, Margaret S. Anarchist Women, 1870–1920, Temple University Press, 1981. ISBN 978-0-87722-202-6.
- Marshall, Peter. Demanding the Impossible: A History of Anarchism. London: HarperCollins, 1992. ISBN 978-0-00-217855-6.
- Wexler, Alice. Emma Goldman: An Intimate Life. New York: Pantheon Books, 1984. ISBN 978-0-394-52975-2.

## 더읽을거리
- Anarchism: A Documentary History of Libertarian Ideas - Volume One: From Anarchy to Anarchism (300CE-1939) (ed. Robert Graham) includes material by Louise Michel, Charlotte Wilson, Voltairine de Cleyre, Emma Goldman, Lucia Sanchez Soarnil (Mujeres Libres), and Latin American (Carmen Lareva), Chinese (He Zhen) and Japanese (Ito Noe and Takamure Itsue) anarcha-feminists.